# Nikoleta Kiriakopulu
Nikoleta Kiriakopulu (gr. Νικολέτα Κυριακοπούλου; ur. 21 marca 1986 w Atenach) – grecka lekkoatletka specjalizująca się w skoku o tyczce.

## Osiągnięcia
- 6. miejsce podczas mistrzostw świata juniorów (Grosseto 2004)
- 6. lokata na Superlidze drużynowych mistrzostw Europy (Leiria 2009)
- złoty medal igrzysk śródziemnomorskich (Pescara 2009)
- w finale halowych mistrzostw świata w Dosze (2010) nie zaliczyła pierwszej wysokości (4,30) i nie została sklasyfikowana
- 8. miejsce podczas mistrzostw świata (Daegu 2011)
- brązowy medal Mistrzostw Europy (Helsinki 2012)
- 7. miejsce podczas mistrzostw Europy (Zurych 2014)
- 6. miejsce podczas halowych mistrzostw Europy (Praga 2015)
- brązowy medal podczas mistrzostw świata (Pekin 2015)
- 6. miejsce podczas halowych mistrzostw świata (Portland 2016)
- 4. miejsce na mistrzostwach Europy (Amsterdam 2016)
- brązowy medal igrzysk śródziemnomorskich (Tarragona 2018)
- srebrny medal na mistrzostwach Europy (Berlin 2018)
- brązowy medal na halowych mistrzostwach Europy (Glasgow 2019)
- 13. miejsce podczas mistrzostw świata (Doha 2019)
- wielokrotna mistrzyni Grecji

W 2008 reprezentowała Grecję podczas igrzysk olimpijskich w Pekinie, 27. lokata w eliminacjach nie dała jej awansu do finału. Na tym samym etapie rywalizacji zakończyła swój start na igrzyskach olimpijskich w Londynie (2012). W 2021 na igrzyskach olimpijskich w Tokio zajęła 8. miejsce w finale.

## Rekordy życiowe
- skok o tyczce (stadion) – 4,83 (2015) były rekord Grecji
- skok o tyczce (hala) – 4,81 (2016, 2019) były rekord Grecji